# 川原ひろし
川原 ひろし（浩史）（かわはら ひろし、1961年3月13日 - ）は、日本の実業家。ラーメン店「なんでんかんでん」を経営している株式会社なんでんかんでんフーズ代表取締役社長。歌手、タレント、 俳優、催眠術師（十文字幻斎の一番弟子）としても活動している。
7年間太田プロダクションに所属していたが、現在は、個人事務所オフィスありがとうございます、2017年からカロスエンターテイメント業務提携。

## 来歴

### 生い立ち
福岡県福岡市博多区生まれ。貿易会社を経営する父義充、母京子との長男として、同区冷泉町に生まれる。祖父の儀夫は、福岡でも名を馳せた投資家で、かなりの財を成したと言われる。また、大叔父（祖父の弟）は博多名物の辛子明太子の考案、開発者で「ふくや」の創業者・川原俊夫、父は貿易関係の経営者であった。母方が芸術系の家系であったこともあり、4歳から福岡クラシック音楽の名門福岡音楽学院附属幼稚園に入園。入園当初、ヴァイオリンを習っていたが、ヴァイオリンの先生が父兄と教育方針で対立しピアノ、声楽に転向、小学校高学年まで通っていた。またこの頃からラーメンが大好きで、お年玉や小遣いを貯めては小学生ながら一人でラーメン屋まで出かけていた。福岡市立当仁小学校卒業後、大阪府寝屋川市香里園にいた親戚に預けられていたが中学2年の時、福岡の福岡市立当仁中学校、3年生からは福岡市立高宮中学校に戻っている。大阪の時代に歌手にも憧れを持つようになり、最初に夢中になったのは西城秀樹。「ちぎれた愛」が大好きで、幼い頃から声楽を学んでいたこともあって歌が上手く、人前で色々と披露することが大好きで、小学校のとき先生に頼み、授業の1時間を"川原ひろしショー"にしたことがある。中学生に入るとアコースティックギターを始めて吉田拓郎や井上陽水をコピーしたり作曲もするようになる。当時ギターをやれば女性によくもて、自身もよくもてたという。高校に進学するとロックに夢中になり、ディープパープルのリッチー・ブラックモアが好きで、将来はロックギタリストになりたいと腕を磨いたが、卒業寸前になり、やはりクラシック音楽の魅力には勝てないとピアノを猛練習、オペラ歌手を目指すようになる。

### 歌手デビューと漫才
一年間浪人した後、一時期はオペラ歌手に憧れ音大を目指したこともあったが断念した。幼い頃から親戚づきあいしていたバーニングプロダクション所属第一号歌手（タレント）であり、レコード大賞新人賞の本郷直樹を頼り、歌手を目指し上京。たまたま雑誌に掲載されていた作曲家の募集に応募したことがきっかけで東芝レコードから「打碁一代」という曲で作曲家としてデビューした。作曲家デビューとはいえ、嬉しくて博多で行われた同窓会でしかし自分で歌を歌いたいということで、両親がシャンソン、旦木が好きだった影響もあってか、シャンソンタンゴ歌手として活動する。作曲家デビューした際のプロデューサーが、日本シャンソン界の殿堂でもある銀巴里のプロデューサーでもあったこともあって、銀巴里のステージにも立った。居酒屋で父の大学の時の友人の講談師神田勢山（かつては漫才師であり、元「東晴々・谷朗々」の東晴々、後にケーシー高峰に弟子入りし「高峰青天・幸天」の高峰青天として活動）と飲むことになり、昭和の大御所漫才師のWけんじが前座歌手を探していると聞いて紹介を受け、その場で弟子として共に行動するようになる。そのかたわら司会やお笑いにも興味を持ち、漫才コンビを組んだ後、漫談家になったこともある。また、春日八郎、和田弘とマヒナスターズ等の司会など、歌以外の仕事も受けていた。店を出すまでの3年間はWけんじと行動をともにした。

### なんでんかんでん開業
上京してうどんのつゆの黒さとラーメンの違い、特に東京に「とんこつラーメン」が無かったことに驚いたこと、川原は師匠の宮城けんじの応援もあり「博多ラーメン」を修得するためにいったん帰省、主に実家の台所で研究を重ねていた。再上京し1987年7月、東京都世田谷区の幹線道路・環七通り沿いにとんこつラーメン店、『なんでんかんでん』を開業、5年後には日商120万円を超える日も出るほどの繁盛店となった。“なんでんかんでん”の成功をきっかけにこれまで若者が敬遠しがちだったラーメンもトレンディーなビジネスとなった。2009年の文化の日にラーメンを日本の文化にした功績が認められ、東久邇宮文化褒賞を受賞した。川原自身も、2001年に放送が開始されたテレビのバラエティ番組『マネーの虎』（日本テレビ系列）に投資家として出演したことがきっかけでブレイク、独特のキャラクターで多くのテレビ出演をこなすなど、タレント活動も平行して行った。2003年にはミュージシャン・氏神一番とともに音楽バンド「ラーメンロック」を結成、2003年6月4日には同名のCDを発売、『歌スタ!!』（日本テレビ）のオープニングソングなど、多くのテレビ挿入歌も歌っている。

### 全店閉店と再オープン
2015年までに全てのなんでんかんでん店舗が閉店したが、2018年9月に高円寺に店舗を再オープンしている。2019年11月に高円寺店を閉店して2020年2月に渋谷へ移転したが、渋谷店はコロナ禍のため2020年6月に閉店した。

## エピソード
なんでんかんでんの公式サイトにある「なんでんかんでん伝説」によると、特に固い麺を表す「粉落とし（こなおとし）」は、川原が命名した呼称である。創業当時の顧客からのリクエストに答えたことから誕生した。
また、海苔にプリントする技術“プリント海苔”は、川原と海苔メーカー大政が共同開発、特許取得した商品であり、広告や販促品として広く使われている。なお、大政はなんでんかんでんフーズの関連会社となっている。
現在大政は葬祭関連をやっており、川原は取締役となっている。なんでんかんでん閉店後に「これだけ豚骨ラーメンを東京に広めたので、布教活動は終えたかなと思います。」という言葉を残している。
その後、講演活動や歌手、タレント、 俳優、催眠術師、接客繁盛術セミナー講師等の活動を行っている。

## 出演

### テレビ番組・テレビドラマ
- 『ニュース6』眠れない若者たち（NHK）
- 『所さん!事件ですよ』（NHK）
- 『衣舞』（NHK）
- 『マネーの虎』（日本テレビ） - レギュラー出演（2000年 - 2004年）
- 『歌スタ!!』（日本テレビ） - レギュラー出演（2000年 - 2006年）
- 『5ＭEN旅』(日本テレビ）
- 『ダウンタウンのガキの使いやあらへんで!!』（日本テレビ） - 複数回出演
  - 『絶対に笑ってはいけない高校』
  - 『絶対に笑ってはいけないホテルマン24時』
- 『ニノさん』（日本テレビ）
- 『月曜から夜ふかし』（日本テレビ） - 複数回出演
- 『太田光の私が総理大臣になったら…秘書田中。』（日本テレビ） - 複数回出演
- 『メレンゲの気持ち』（日本テレビ） - スタジオゲスト
- 『有吉反省会』（日本テレビ）
- 『有吉の壁』（日本テレビ）
- 『水曜日のダウンタウン』（TBS）- 複数回出演
- 『王様のブランチ』（TBS）
- 『有田とマツコと男と女』（TBS） - 複数回出演
- 『中居正広の金曜日のスマたちへ』（TBS） - コメンテーター
- 『アッコにおまかせ!』（TBS） - 複数回出演
- 『クイズ☆タレント名鑑』（TBS）
- 『あらびき団』（TBS）
- 『奇跡体験!アンビリバボー』（フジテレビ） - スタジオゲスト
- 『ラーメン大好き小泉さん』（フジテレビ）- なんでんかんでん社長（本人）役
- 『ダウンタウンなう』（フジテレビ） - スタジオゲスト
- 『お願い!ランキング』（テレビ朝日） - 審査員他 複数回出演
- 『しくじり先生』（テレビ朝日）繁盛し過ぎて失敗談
- 『タカアンドトシの道路バラエティ!? バスドラ』（テレビ朝日）
- 『ビートたけしのハリウッド映画SP』（テレビ朝日）- シルヴェスター・スタローン役
- 『旅の香り』（テレビ朝日） - 食べ歩きレポーター
- 『トゥナイト2』（テレビ朝日） - なんでんかんでん物語 他 複数回出演
- 『仮面ライダーカブト』（テレビ朝日）- 博士 役
- 『伯山カレンの反省だ!!』（テレビ朝日）- 複数回出演
- 『スーパーJチャンネル』（テレビ朝日） - 複数回出演
- 『スーパーモーニング』（テレビ朝日） - 複数回出演
- 『歌う!苦労人』（テレビ朝日） - カラオケ採点にて賞金10万円獲得
- 『ビーバップ!ハイヒール』（朝日放送） - 複数回出演
- 『雨上がり決死隊のAさんの話』（朝日放送）
- 『TVチャンピオン』（テレビ東京） - 複数回出演
- 『ミニスカポリス』（テレビ東京） - 複数回出演
- 『レディス4』（テレビ東京） - スタジオゲスト出演他 複数回出演
- 『ありえへん∞世界』（テレビ東京） - 複数回出演
- 『ワールドビジネスサテライト』（テレビ東京) - 複数回出演
- 『テレビ野郎 ナナーナ』（テレビ東京） - 声優
- 『有吉の世界同時中継 〜今、そっちってどうなっていますか?〜』（テレビ東京） - スタジオゲスト
- 『ザ・スターボウリング』（テレビ東京）
- 『バナナ塾』（東海テレビ）- 複数回出演
- 『オトナ養成所 バナナスクール』（東海テレビ）
- 『九州だんじ』（BSフジ） - 複数回出演
- 『たけしの等々力ベース』（BSフジ）
- 『クイズ!脳ベルSHOW』（BSフジ）- 複数回出演
- 『5時に夢中!』（TOKYO MX） - 複数回出演
- 『菅生新のドリームファイター』（TOKYO MX）

その他多数出演 

### インターネットテレビ
- 『アイドルの虎』（あっ!とおどろく放送局）司会（2011年4月 - 6月）
- 『HITOSHI MATSUMOTO  presents ドキュメンタル シーズン8』（Amazon Prime Video）
- 『チャンスの時間』（AbemaTV）- 複数回出演

その他多数出演

### 配信ドラマ
- 『あなたに聴かせたい歌があるんだ 』第7話（2022年5月20日、Hulu） - 来店客 役

その他多数出演

### 海外メディア
- 『これが日本だ!!』（SBS）
- 『日本の不思議“プリント海苔”工場潜入』（SBS）
- 『ドキュメント日本人。ラーメンブームを巻き起こした日本人密着24時間!!』（KBS）
- 『クイズ東京』（KBS）
- 『日本の文化』（CNN）

### 舞台・演劇
- 『桃太郎伝説 ライズアップヒーロー』2013年
- 『ハムレット』2014年
- 大瀬夢二プロデュース『男のブルース』

その他多数出演

### 出版物
- 『博多ラーメンなんでんかんでんの作り方』（日経BP社、1999年。ISBN 4-8222-4136-X）
- 『打碁一代』（東芝レコード）作曲
- 『ラーメンロック』（ウォーブルレコード）
- 『ザルツブルグの魔女』（PlayStationソフト） - プロデュース
- 『嗚呼、男の詩』（ハッピー音楽事務所）
- 『ドトーラ』（ハッピー音楽事務所）

### 食品等
- サッポロ一番『なんでんかんでんラーメン』（サンヨー食品）その他多数

### 栄誉
- 2009年 東久邇宮文化褒賞 受賞